# میکروآنالیز
میکروآنالیز شناسایی شیمیایی و تجزیه و تحلیل کمی از مقادیر بسیار کم از مواد شیمیایی (عموماً کمتر از ۱۰ میلی‌گرم یا ۱ میلی لیتر) یا سطوح بسیار کمی از مواد (به‌طور کلی کمتر از ۱ سانتی‌متر مربع) است. یکی از پیشگامان میکروآنالیز عناصر شیمیایی، برنده جایزه نوبل اتریشی، فریتز پرگل بود.

## روش‌ها
شناخته شده‌ترین روش‌های مورد استفاده در میکروآنالیز عبارتند از:
- بیشتر روش‌های طیف‌بینی شامل: طیف‌سنجی مرئی-فرابنفش، طیف‌بینی فروسرخ، رزونانس مغناطیسی هسته‌ای، طیف بینی فلورسانس پرتو ایکس  همچنین طیف‌سنجی جرمی
- بیشتر روش‌های کروماتوگرافی: کروماتوگرافی مایعی کارا، کروماتوگرافی ژل‌تراوشی;
- روش‌های تجزیه گرمایی: گرماسنجی روبشی تفاضلی، thermogravimetric analysis;
- الکتروفورز;
- Field flow fractionation;
- بلورشناسی پرتو ایکس;
- Combustion analysis.